# Князевич Петро Михайлович
Петро́ Миха́йлович Князе́вич (нар. 18 листопада 1949, с. Терновиця Івано-Франківської області - 23 листопада 2020) — український хоровий диригент і педагог. Народний артист України (1998).

## Життєпис

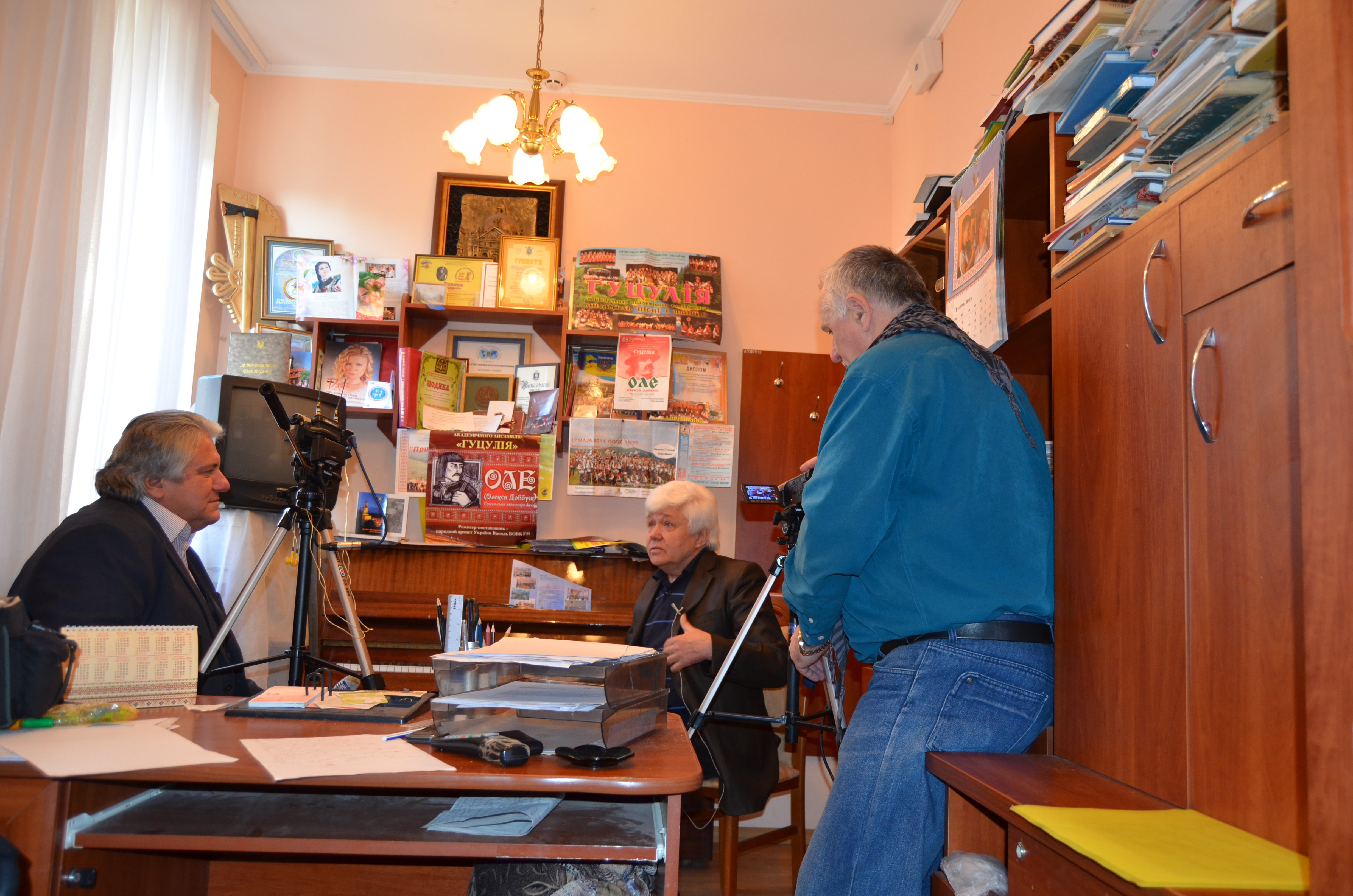
Петро Князевич у своєму кабінеті під час фільмування документального фільму "Танець, мов сонячний спалах". Режисер Мирослав Бойчук (праворуч), автор сценацію Богдан Кучер (ліворуч). Івано-Франківськ. 2017 р.

1966 — закінчив Отинійську середню школу.
1968—1972 — навчання в Івано-Франківському музичному училищі імені Дениса Січинського, яке закінчив з відзнакою і отримав спеціальність «диригент хору».
1978 — закінчив музично-педагогічний факультет Івано-Франківського педагогічного інституту (викладач Богдан Дерев'янко).
1972 року почав працювати в Гуцульському ансамблі пісні і танцю при Івано-Франківській філармонії (нині — Івано-Франківський національний академічний Гуцульський ансамбль пісні і танцю «Гуцулія»). 1989 року призначений його художнім керівником. З 2009 року — генеральний директор-художній керівник ансамблю.
З 1989 року викладає у Прикарпатському університеті імені Василя Стефаника, з 2002 — професор кафедри хорового диригування.
З 1990 року також викладає в Теологічній академії (Івано-Франківськ), з 2000 — професор кафедри духовного співу.
Здійснює музичне оформлення вокально-хореографічних композицій, обробку народних пісень.
Гастролював у Великій Британії, Італії, Німеччині, Польщі, Румунії, Угорщині.
Помер 23 листопада 2020 року.

## Композиції
- «Гуцульське весілля»
- «Святкова гуцулка»
- «Свято на полонині»
- «Ой піду я межи гори»
- «Покутська маланка»

## Обробка народних пісень
- «Вербовая дощечка»
- «Коломийкі мої любі»
- «Господь Бог Предвічний»
- «Бог ся рождає»
- «Радість ся являє»

## Визнання
- 1986 — Заслужений артист УРСР
- 1998 — Народний артист України
- 1998 — Людина року
- 2010 — Орден «За заслуги» III ступеня